# Terra Indígena Waimiri Atroari
A Waimiri Atroari é uma terra indígena localizada nos estados brasileiro de Roraima e Amazonas. Foi homologada por decreto 97 837, do então presidente José Sarney em 16 de junho de 1989.
Em 2007, os povos tradicionais, incluindo os indígenas, foram reconhecidas pelo governo brasileiro, através da Política Nacional de Desenvolvimento Sustentável dos Povos e Comunidades Tradicionais (PNPCT), por terem o modo de vida ligado aos recursos naturais e ao meio ambiente de forma harmônica e o uso comunitário da terra. Reafirmando aos indígenas o direito a sua terra tradicional e a proteção governamental. Assim a Fundação Nacional dos Povos Indígenas (FUNAI) atua nesta área através da Coordenação Regional "Manaus".
É habitada pelo povo indígena waimiri-atroari, e também por grupos isolados na cabeceira do rio Camanaú. À época da demarcação, a população da terra indígena era de 391 indivíduos. Em 2022, o IBGE estimou que havia entre 2200 e 2778 residentes.

## Distribuição territorial
A TI de Waimiri-Atroari está situada em cinco cidades dos estados brasileiros de Roraima e Amazonas:
| # | Estado (UF) | Município             | Área municipal (ha) | TI no município (ha) |
| - | ----------- | --------------------- | ------------------- | -------------------- |
| 1 | AM          | Novo Airão            | 3 780.525           | 1 019 (39,41%)       |
| 2 | AM          | Presidente Figueiredo | 2 541 226           | 802 874 (31,05%)     |
| 3 | RR          | Rorainópolis          | 3 359 652           | 659 061 (25,49%)     |
| 4 | RR          | São João da Baliza    | 428 450             | 10 524 (0,41%)       |
| 5 | AM          | Urucará               | 2 790 353           | 110 492 (4,27%)      |

## História
Em novembro de 2024, a Fundação Nacional dos Povos Indígenas (Funai) fez uma reunião na TI Waimiri Atroari, no Núcleo de Apoio Waimiri Atroari (NAWA) do Programa Waimiri Atroari (PWA), com a participação de lideranças indígenas das comunidades, equipes técnicas da Funai, da Coordenação Waimiri Atroari (CWA) e gestores regionais; com o objetivo de debater os avanços/desafios da proteção territorial e do desenvolvimento sustentável.
Além da reunião incluiu visitas técnicas aos projetos, como por exemplo: o viveiro de plantas destinado ao reflorestamento de áreas degradadas (25 mil mudas); o centro de criação de aves e suínos; o Centro de Gestão Ambiental Kinja e, a serraria que trabalha com a madeira extraída do trajeto do linhão.
Também foi relembrado os impactos de empreendimentos, como a construção da rodovia BR-174 e da Usina Hidrelétrica de Balbina no período de 1970 à 1980, que resultaram em diminuição populacional (diminuindo a 374 pessoas) e degradação ambiental.
Em 1988, foi criado o Programa Waimiri Atroari (PWA) na parceria entre a Funai, Eletronorte e, a Associação da Comunidade Indígena Waimiri Atroari, buscando promover acesso a serviços essenciais (saúde, desenvolvimento profissional e, produção sustentável). Como por exemplo o projeto de documentos na TI, permitindo o registro desta área oficialmente como um local de nascimento nos documentos oficiais, valorizando a identidade e autonomia indígena. A TI ja possui sistemas de energia solar, monitoramento da área, consultórios, emissão de documentos.

## Ameaças
Um dos principais problemas enfrentados hoje pelos waimiri-atroari, é a mineração, particularmente desenvolvida pela empresa Mineração Taboca, que explora cassiterita na terra indígena.
Os waimiri foram forçados a ter contato para iniciar a construção da BR-174, que passaria pela Terra Indígena, levou a uma redução populacional de cerca de três mil para 500 pessoas. Mas a presença de indígenas com isolamento voluntário (os pirititi) na região de Roraima, fez com que, a partir de 2012, a Funai passasse a emitir portarias de interdição restringindo a circulação de não-índios. Todavia, no governo Bolsonaro, a vigência destas portarias, que era de três anos, foi reduzida para apenas seis meses, fazendo com que grileiros e madeireiros ameaçassem continuamente o território pirititi. Em 2023, o ministro da Justiça, Flávio Dino, determinou que a Força Nacional de Segurança permanecesse na região para proteção dos indígenas.
Em setembro de 2024, a justiça federal manteve a restrição de tráfego no período da noite na BR-174 no período de 18h30 à 5h30, que liga os estados do Amazonas e Roraima, no trecho da rodovia passa na TI Waimiri-Atroari. Buscando evitar acidentes contra indígenas e animais, a preservação ambiental na região. Mas ainda é permitindo a passagem de veículos com cargas perecíveis emergências.
De acodo com o Projeto Monitoramento da Floresta Amazônica Brasileira por Satélite (PRODES) do Instituto Nacional de Pesquisas Espaciais (INPE), esta TI sofre um desmatamento de 3 778 hectares até 2023.